# San Diego Open 1988
Il San Diego Open 1988 è stato un torneo di tennis giocato sul cemento. 
È stata la 10ª edizione del torneo di San Diego, che fa parte della categoria Tier V nell'ambito del WTA Tour 1988.
Si è giocato a San Diego negli USA dal 1° al 7 agosto 1988.

## Campionesse

### Singolare
Stephanie Rehe ha battuto in finale  Ann Grossman con il punteggio di 6–1, 6–1.

### Doppio
Patty Fendick /  Jill Hetherington hanno battuto in finale  Betsy Nagelsen /  Dinky van Rensburg con il punteggio di 7–6(10), 6–4.